# Спекки, Алессандро (архитектор)
 Алессандро Спекки  (итал. Alessandro Specchi, 9 июня 1666, Рим —16 ноября 1729, Рим) — итальянский архитектор, рисовальщик и гравёр, отразивший в своих офортах и постройках образ барочного Рима.

## Биография
Алессандро родился в семье Антонио Марио Спекки и Лукреции Аполлонии Фрасинелли. В 1688 году он женился на Анне Новелли. В семье было четверо детей.
Спекки был учеником архитектора Карло Фонтаны, его главным помощником и соавтором в издании сборников гравюр с видами собора Святого Петра в Ватикане и других сборников по архитектуре Рима, издаваемых Де Росси в 1692—1697 годах. Эта работа сделала его знатоком архитектуры римского барокко XVII века. Особенно его привлекали архитектурные творения Микеланджело и Франческо Борромини.
В 1702 году Алессандро Спекки был принят в члены «Братства добродетельных в Пантеоне» (Congregazione dei Virtuosi al Pantheon), основанного в 1542 году папой Павлом III, позднее, преобразованного в «Папскую прославленную Академию изящных искусств и литературы в Пантеоне» (La Pontificia Insigne Accademia di Belle Arti e Letteratura dei Virtuosi al Pantheon).
Первой совместной работой Спекки и Фонтана в 1704—1705 годах было строительство городского порта Рипетта, располагавшегося на левом берегу реки Тибр, южнее Алтаря мира Августа (порт больше не существует, на этом месте расположена площадь, сохранившая историческое название: Piazza Porto di Ripetta). Травертин для строительства брали из Колизея — недавнее землетрясение обрушило в нём три аркады. Фонтана и Спекки обустроили пристань, наверху разбили небольшую полукруглую площадь с по-барочному изогнутой лестницей, спускающейся к Тибру.
Своими работами Алессандро Спекки способствовал распространению умеренного стиля барокко, в меру практичного и в меру декоративного. Он реконструировал старые постройки и возводил новые: церкви, монастыри, жилые дома и административные здания.
Вместе с Филиппо Бариджони, также учеником К. Фонтаны, Алессандро Спекки и Карло Маратта создавали Капеллу Альбани в церкви Сан-Себастьяно-фуори-ле-Мура (1706—1712). В 1717 году А. Спекки участвовал в конкурсе на создание знаменитой «Испанской лестницы» у церкви Сантиссима-Тринита-дей-Монти, который он выиграл вместе с Франческо де Санктисом. Однако дипломатические интриги, связанные с юрисдикцией участка земли между Францией и папством, помешали осуществлению проекта, и лестница была построена несколькими годами позднее Франческо де Санктисом, который, тем не менее, использовал многое из архитектурных предложений А. Спекки. Строительные работы продолжались с 1723 по 1725 год.
В 1708 году после смерти архитектора Франческо Фонтана Алессандро Спекки занял должность «аудитора и замерщика работ в соборе Св. Петра» (revisore e misuratore della Fabbrica di S. Pietro). В 1710—1711 годах Спекки руководил ремонтными работами и устройством новых капелл в римском Пантеоне. Помимо Рима работал в Урбино и в Брешиа.
В 1711 году Алессандро Спекки стал членом Академии Святого Луки.
Роль преемника строителей знаменитого памятника увеличила его известность как архитектора, «которого понтифик использовал в самых трудных делах» и способного «возродить римскую архитектуру, которая после смерти Бернини находилась в большом упадке». В 1713 году Спекки по благословению Папы Климента XI занял должность «архитектора римского народа» (architetto del popolo romano) и, следовательно, заботился обо всех древностях Рима (включая Пантеон), подпадающих под юрисдикцию Капитолийской палаты.
Профессиональное превосходство Спекки в Риме было санкционировано дополнительной должностью архитектора Священных дворцов, предоставленной ему в 1715 году, помимо основных должностей префекта Апостольского дворца и дворецкого Папы.
Крупнейшим частным заказом для А. Спекки было проектирование и строительство Палаццо Ливио де Каролиса, сына богатого торговца зерном (впоследствии ставшего маркизом Проседи), на Виа дель Корсо (1720—1728). Как «архитектор римского народа» между 1719 и 1722 годами Спекки позаботился об устройстве внутреннего двора Палаццо-дей-Консерватори на Капитолийском холме. В качестве архитектора Священных дворцов между 1721 и 1724 годами он продолжил работу, начатую Дж. Л. Бернини по обустройству Квиринальской площади и строительству близлежащих папских конюшен, прерванному кончиной Карло Фонтаны в 1714 году.
В 1724 году неожиданно обрушился недавно завершенный А. Спекки портик базилики Сан-Паоло-фуори-ле-Мура. И хотя Спекки, по примеру маэстро К. Фонтаны, смог укрепить свой авторитет продолжателя архитектурной культуры великих мастеров семнадцатого века, в частности Бернини, эта случайность подорвала его влияние как архитектора, а вместе с этим и его здоровье, которое постепенно ухудшалось вплоть до смерти, произошедшей 16 ноября 1729 года.

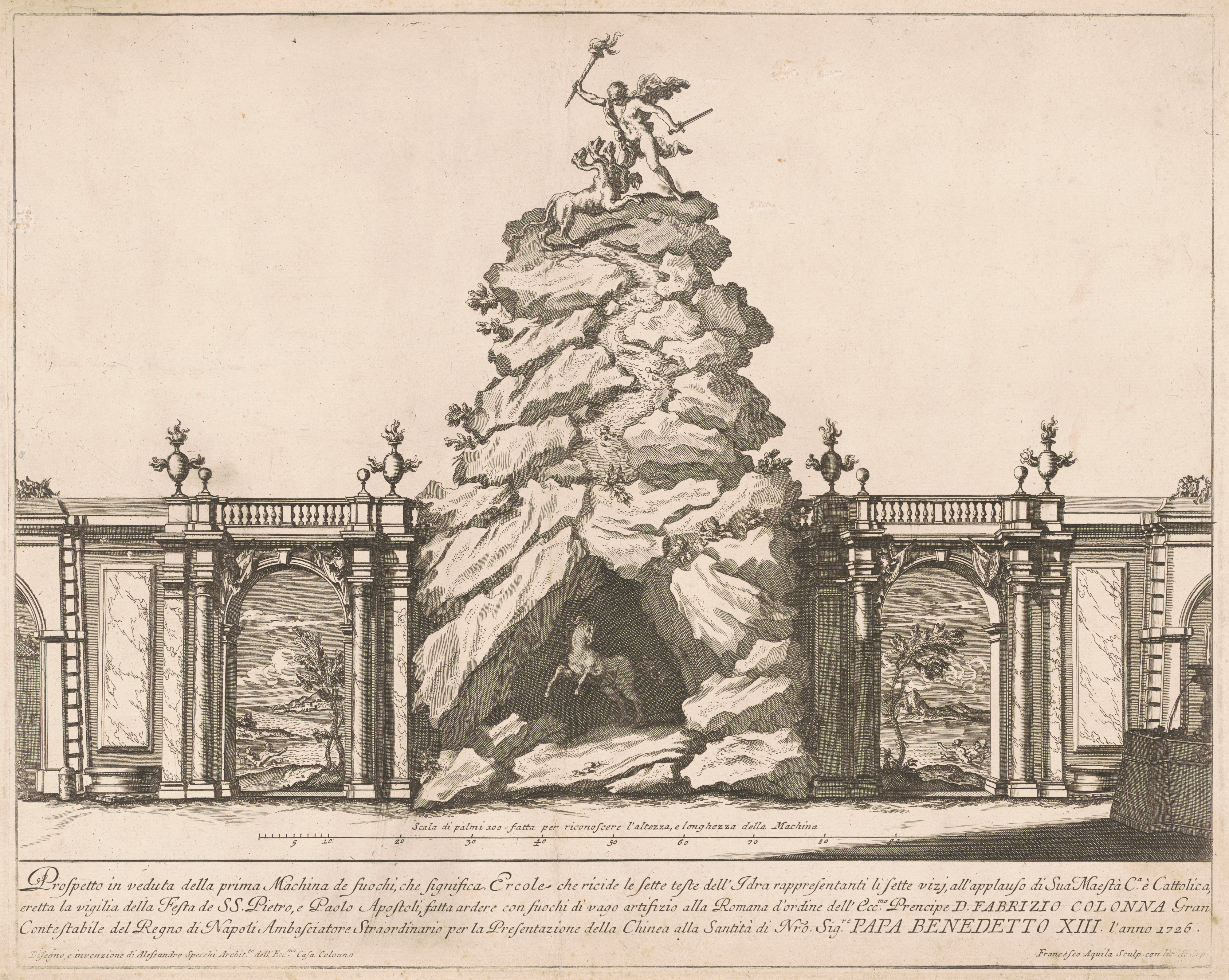
Геркулес и гидра. Проект декорации. 1726
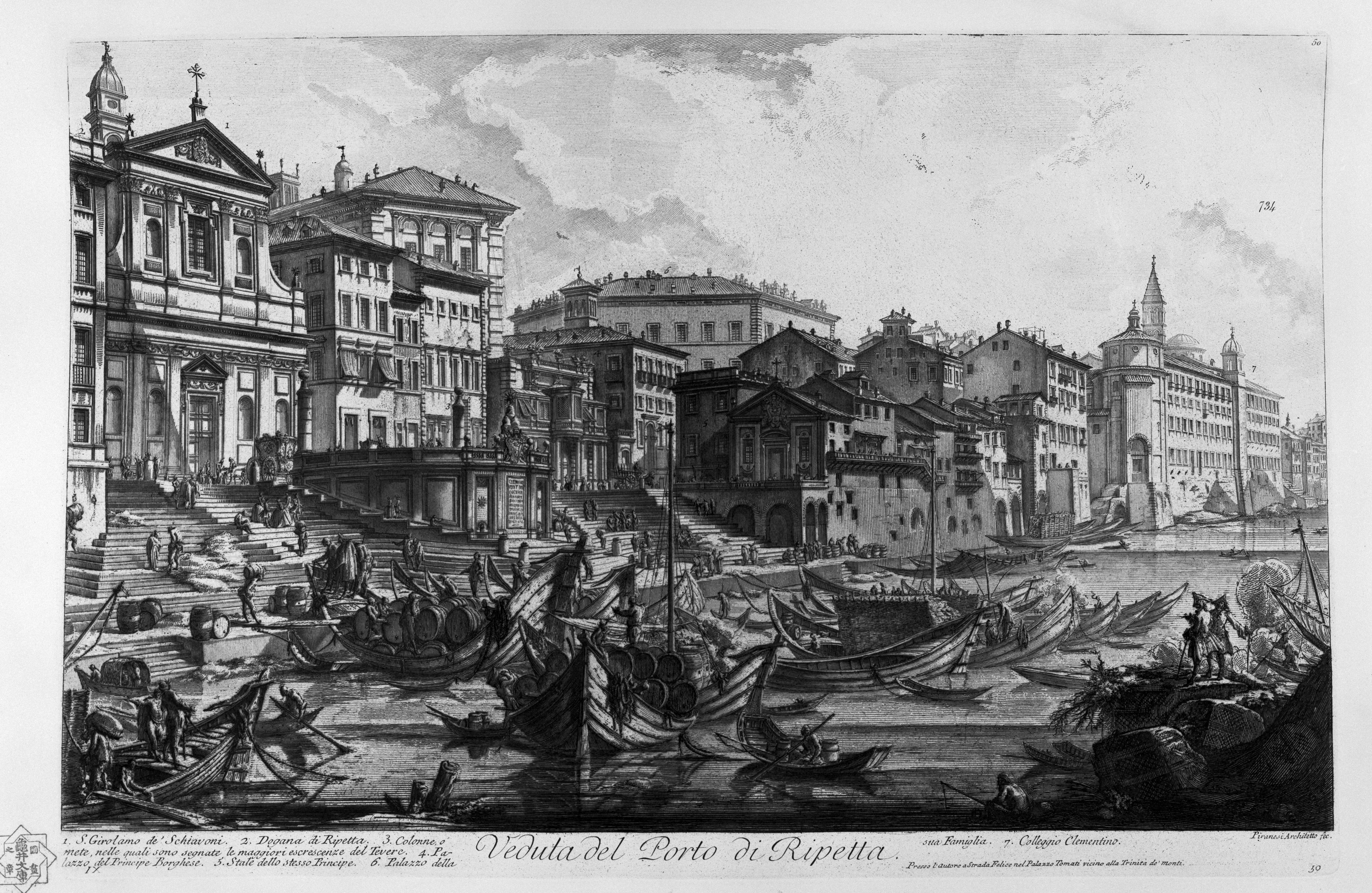
Вид порта Рипетта. Гравюра Дж. Б. Пиранези. 1748
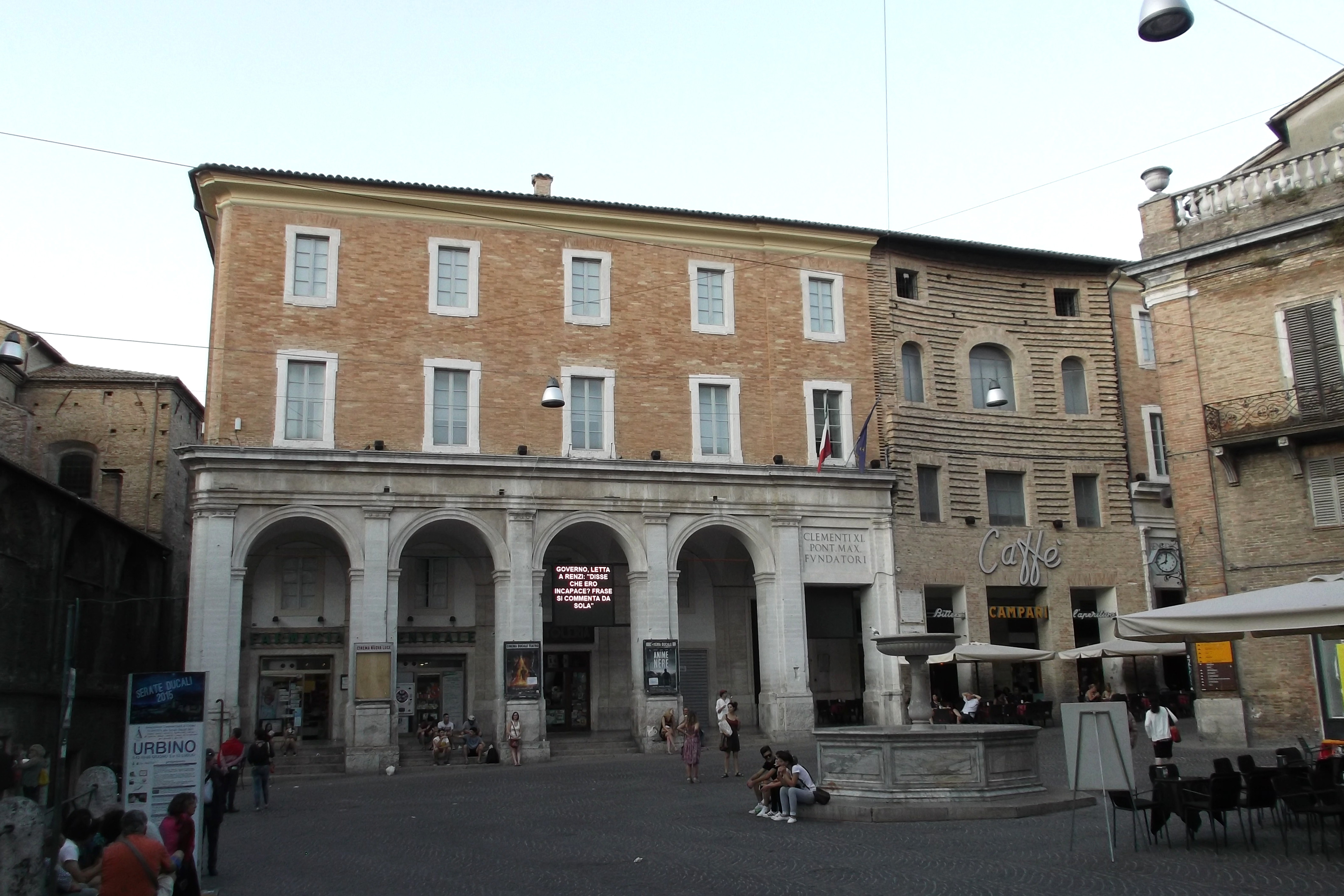
Палаццо дель Колледжо Раффаэлло. 1702—1741. Урбино
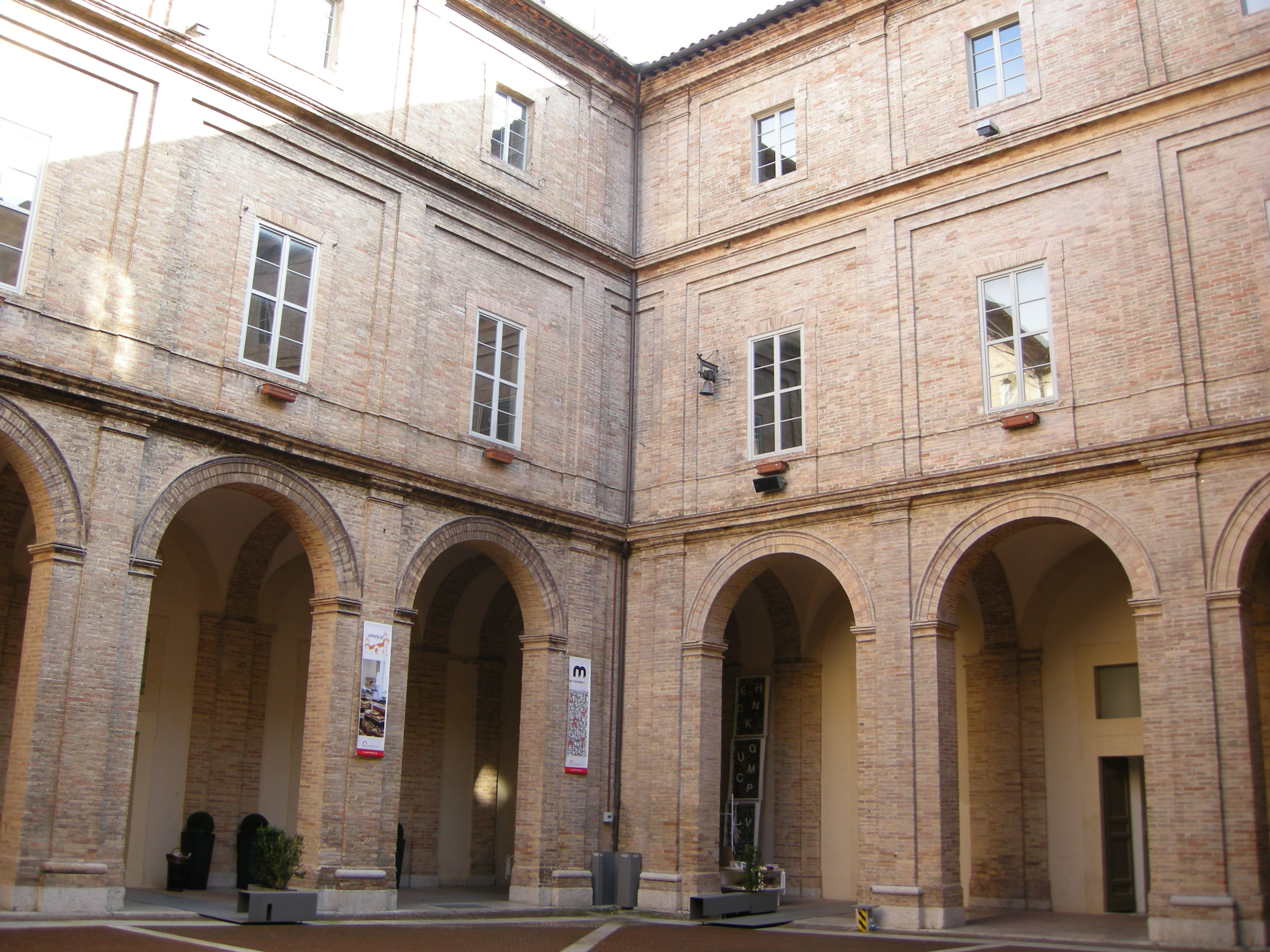
Двор палаццо
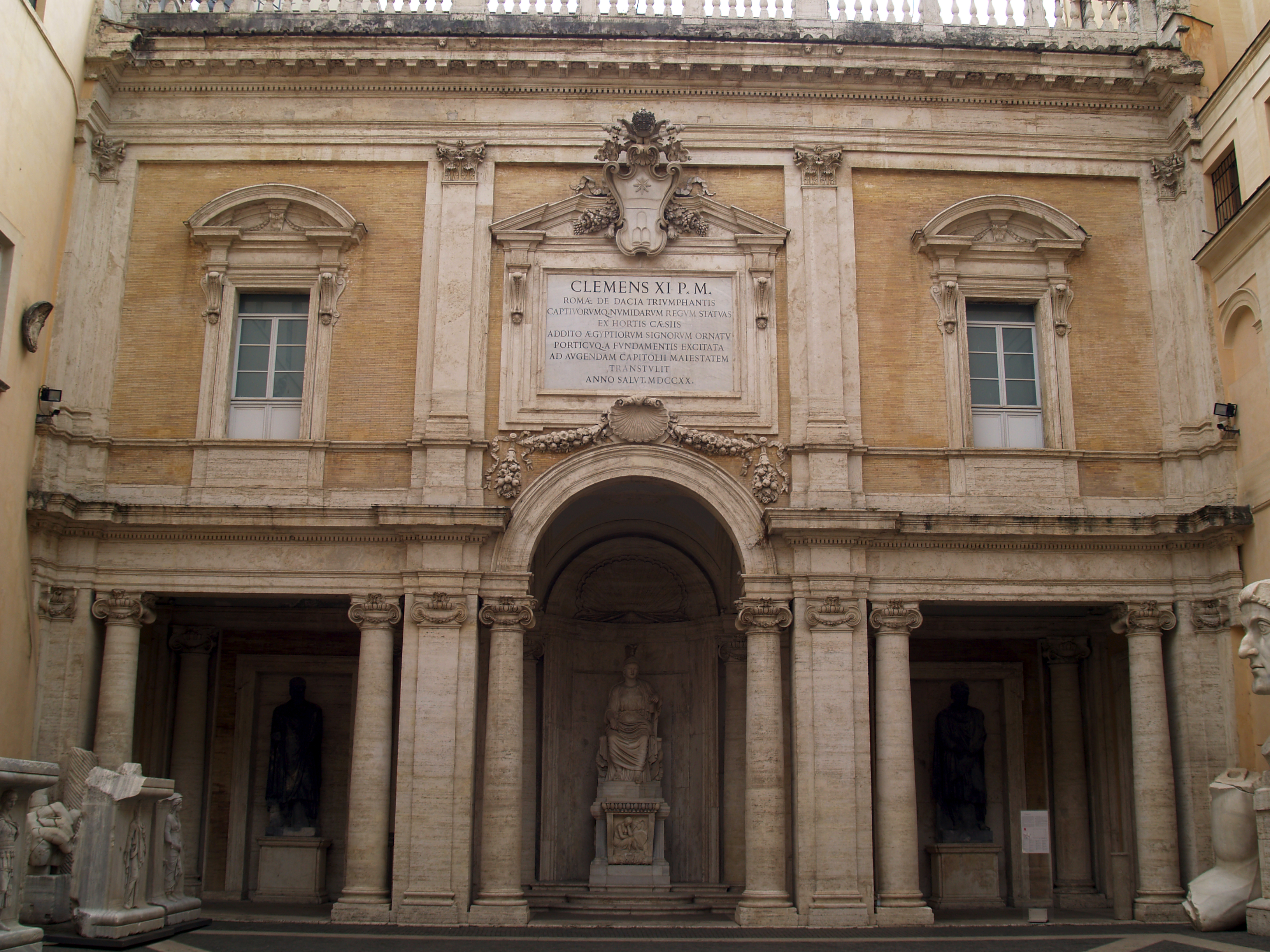
Палаццо Консерваторов. Двор. Капитолий, Рим
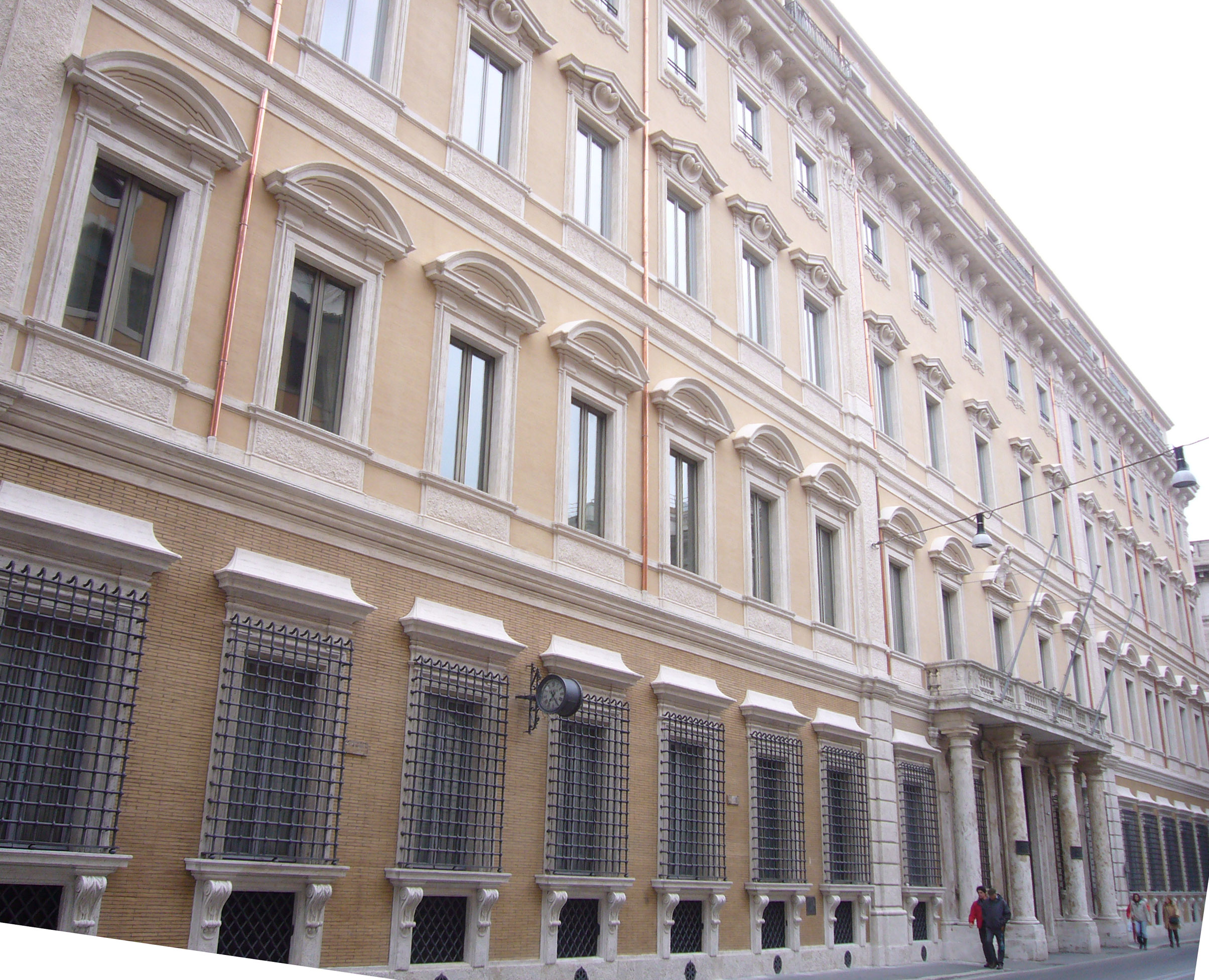
Палаццо Де Каролис (Симонетти) на Виа дель Корсо. Рим
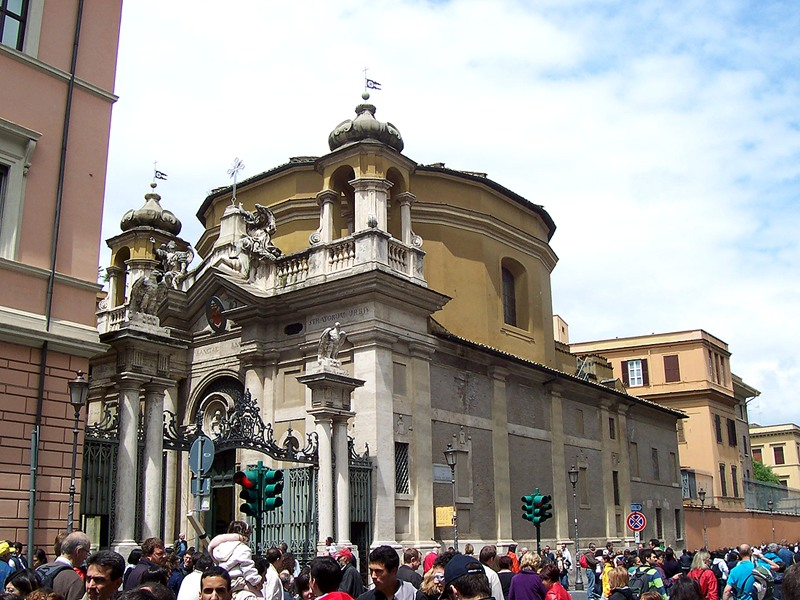
Церковь Сант-Анна-дей-Палафреньери. Ватикан
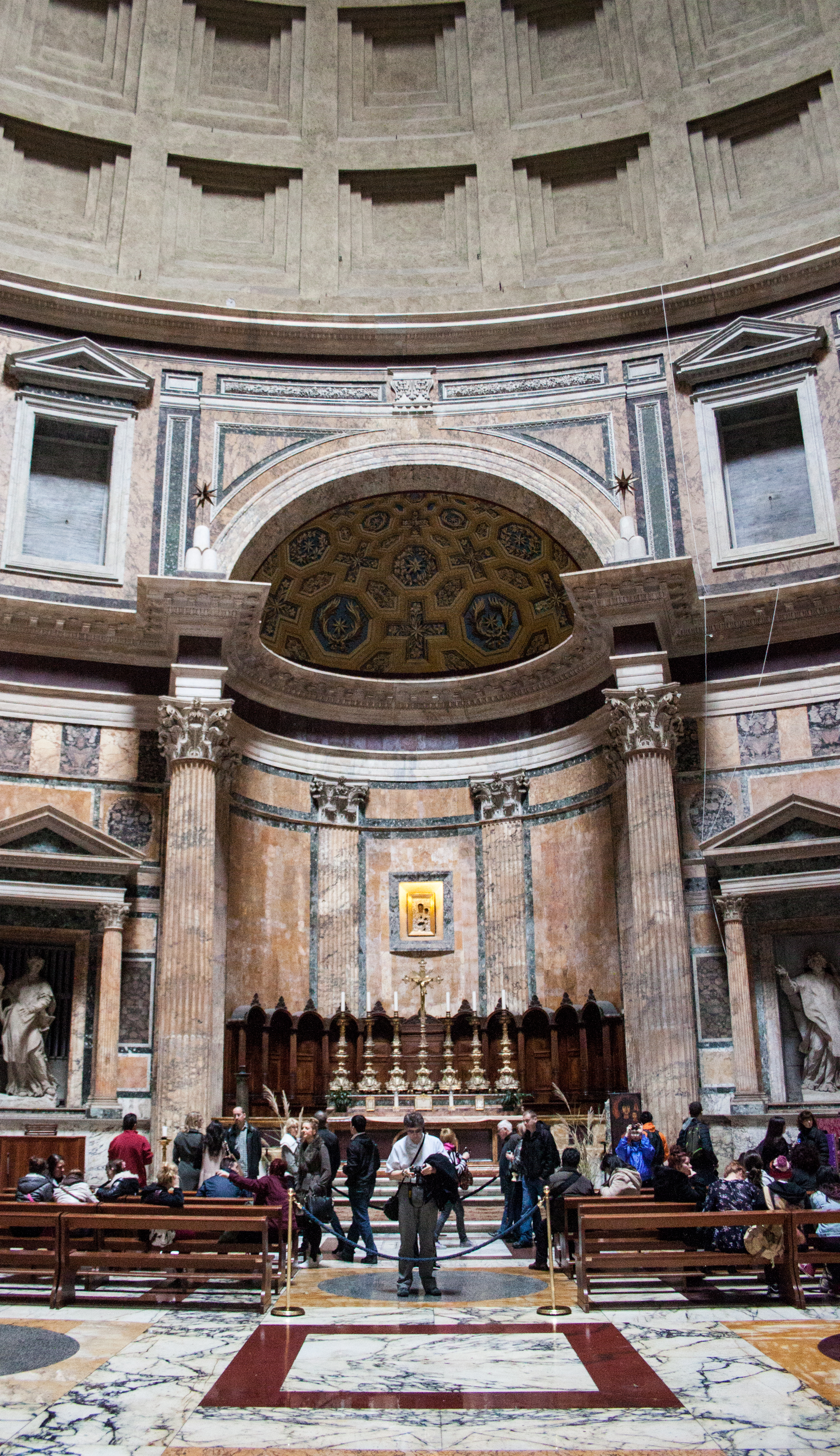
Эдикула главного алтаря. Пантеон. Рим

## Основные проекты и постройки
- 1704: Порт Рипетта в Риме (снесён в 1893 г.)

- 1700—1721: Фасад церкви Сант-Анна-дей-Палафреньери (Ватикан)

- 1702—1741: Палаццо дель Колледжо Рафаэлло в Урбино

- 1706—1712: Капелла Альбани в церкви Сан-Себастьяно-фуори-ле-Мура

- 1710—1711: Капеллы римского Пантеона

- 1711: Фонтан де Каролис во Фрозиноне (Лацио)

- 1720—1728: Палаццо Каролис (Симонетти) на Виа дель Корсо в Риме

- 1725: Внешний портик базилики Сан-Паоло-Фуори-ле-Мура (снесён)